# Jan Vos (Dichter)

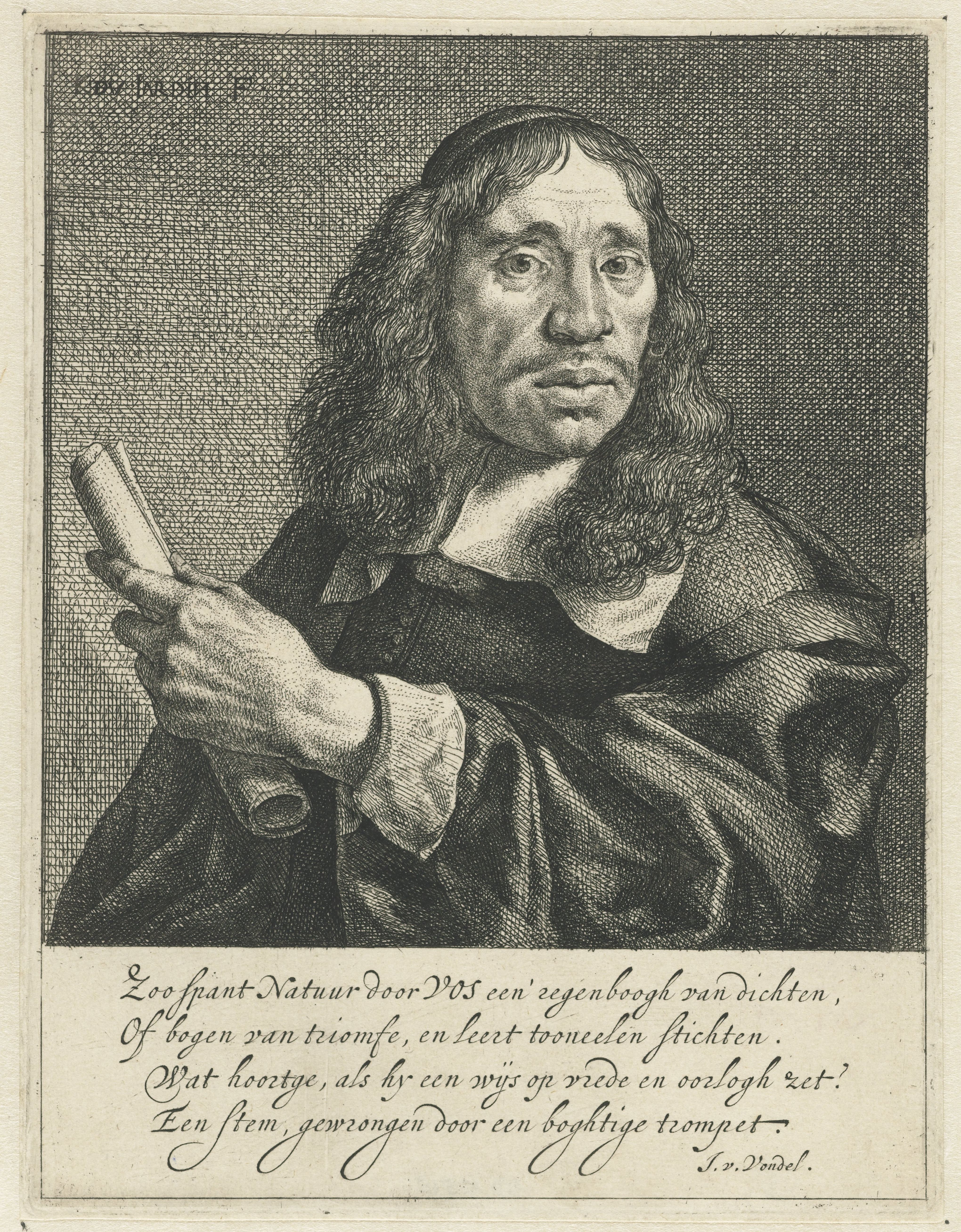
Porträt Jan Vos
Bild: Karel Dujardin
Text: Joost van den Vonde

Porträt Jan Vos
Bild von Jan Lievens

Jan Vos (geboren am 16. Oktober 1611 in Amsterdam; begraben am 11. Juli 1667 ebenda) war ein holländischer Glasmacher und Dramatiker des 17. Jahrhunderts.

## Leben
Vos war ein Sohn von Jan Jansz Vos (1568–um 1635) und dessen Frau Aeltje Dircx Opmeer (1569–1639). Er war ein ausgebildeter Glasmacher, der sich selbst als niederländisch glaslooder bezeichnete, und übernahm später den Betrieb des Vaters in der Kalverstraat, in der Buntglasfenster entworfen und hergestellt wurden. Sein Vater wer ein niederländisch Bergenvaarder, ein Kaufmann, der Handelsreisen nach Bergen in Norwegen unternahm und Waren von dort importierte. Er hatte eine Schwester Anna Vos und war möglicherweise mit dem Schauspieler Isaac Vos verwandt.
Am 20. Februar 1639 heiratete er Grietje (geborene Gerrits, 1616–Anfang Mai 1651). Mit ihr hatte er einen Sohn Jan (kurz nach der Geburt verstorben) und eine Tochter Marie (am 10. Dezember 1690 beigesetzt beim Grab des Vaters an der Nieuwe Kerk). Erst viele Jahre nach dem Tod seiner ersten Frau heiratete er am 15. September 1665 Aeltje (geborene Jans).
Bekannt wurde er im Jahr 1641 durch sein Drama Aran en Titus, das auf einer Bearbeitung des Stoffes von William Shakespeares Titus Andronicus basiert. Dieses mit „bombastischen Reden“ vorgeführte Werk fand zu seinen Lebzeiten viel Beifall und wurde immer wieder auf den Spielplan gesetzt. Bei der Inszenierung wurde sehr viel Kunstblut verwendet, es zeichnete sich durch die Darstellung von Gewalt und Schrecken aus. Da er in der Schule keinen Lateinunterricht erhalten und nur ein wenig Französisch gelernt hatte, waren die Leute erstaunt darüber, dass ein einfacher Handwerker ein solches Werk verfassen konnte. Er wurde in den Muiderkring eingeführt, der sich auf dem Muiderslot um den Dramatiker Pieter Corneliszoon Hooft versammelte und bei dem sich Literaten wie Caspar van Baerle, Maria Tesselschade Visscher oder Joost van den Vondel trafen. Er war der Hauspoet der vornehmen Familie Huydecoper van Maarsseveen und wurde 1647 erstmals zum Direktor (Theaterregent) der Schouwburg (Theater) an der Keizersgracht gewählt. Diesen Posten teilten sich mehrere Personen, Vos wurde bis zu seinem Tod jährlich wiedergewählt (mit Ausnahme des Theaterjahres 1652–1653). Sein Freund Tobias van Domselaer (1611–1685) war einer der Mitregenten in dieser Zeit. In dieser Position sorgte Vos dafür, dass ein Neubau vorgenommen wurde, in dem zugleich effektive Vorrichtungen für „allerlei technische Spektakel“ angebracht wurden, die er für die Aufführung seiner Stücke benötigte. Dies ermöglichte schnelle Veränderungen des Bühnenbildes, Flug- und Absturzbewegungen. Bei der Grundsteinlegung am 24. März 1664 trug seine Tochter Marie Vos einige Zeilen ihres Vaters vor. Für die Einweihung des neuen Stadttheaters im Jahr 1665 inszenierte er das Drama Medea. In der Aufführung fiel eine Sternschnuppe vom Himmel, die sich in die acht von Schauspielern dargestellten Planeten zerteilte, die anschließend ein Ballett tanzten. Damit traf Vos anscheinend den Geschmack des Publikums. Vos arbeitete von 1653 bis 1657 auch als städtischer Glasermeister.

## Werke (Auswahl)
- Klucht van Oene 1642 (dbnl.org, wurde nicht aufgeführt).
- Hinrichtung Karls I. von England 1660 (lebendiges Bild, nachgestellte Szene, die bei der Prinzessin von Oranien Maria Henrietta Stuart, der Tochter des Königs Karl I., zu heftiger Entrüstung führte).
- Alle de gedichten. Teil 1, Amsterdam 1662, Teil 2, Amsterdam 1671.